# Chicago Cubs
Los Chicago Cubs (en español, Cachorros de Chicago) son un equipo profesional de béisbol de los Estados Unidos con sede en Chicago, Illinois. Compiten en la División Central de la Liga Nacional (NL) de las Grandes Ligas de Béisbol (MLB) y disputan sus partidos como locales en el Wrigley Field, ubicado en el North Side de la ciudad.
El equipo fue fundado en 1870 con el nombre de Chicago White Stockings y en 1876 se unieron a la NL como uno de los miembros fundadores de la competición. En 1890 cambiaron de nombre a Chicago Colts y en 1898, a Chicago Orphans. La franquicia adoptó la denominación de Cubs en 1903.
A lo largo de su historia los Cubs han ganado un total de tres Series Mundiales (1907, 1908 y 2016), diecisiete banderines de la Liga Nacional y ocho títulos de división.
De acuerdo con la revista Forbes, los Chicago Cubs son el decimoséptimo club deportivo más valioso del mundo y el cuarto de la MLB con un valor estimado de 3200 millones de dólares.

## Historia

### 1876-1902: Primeros años

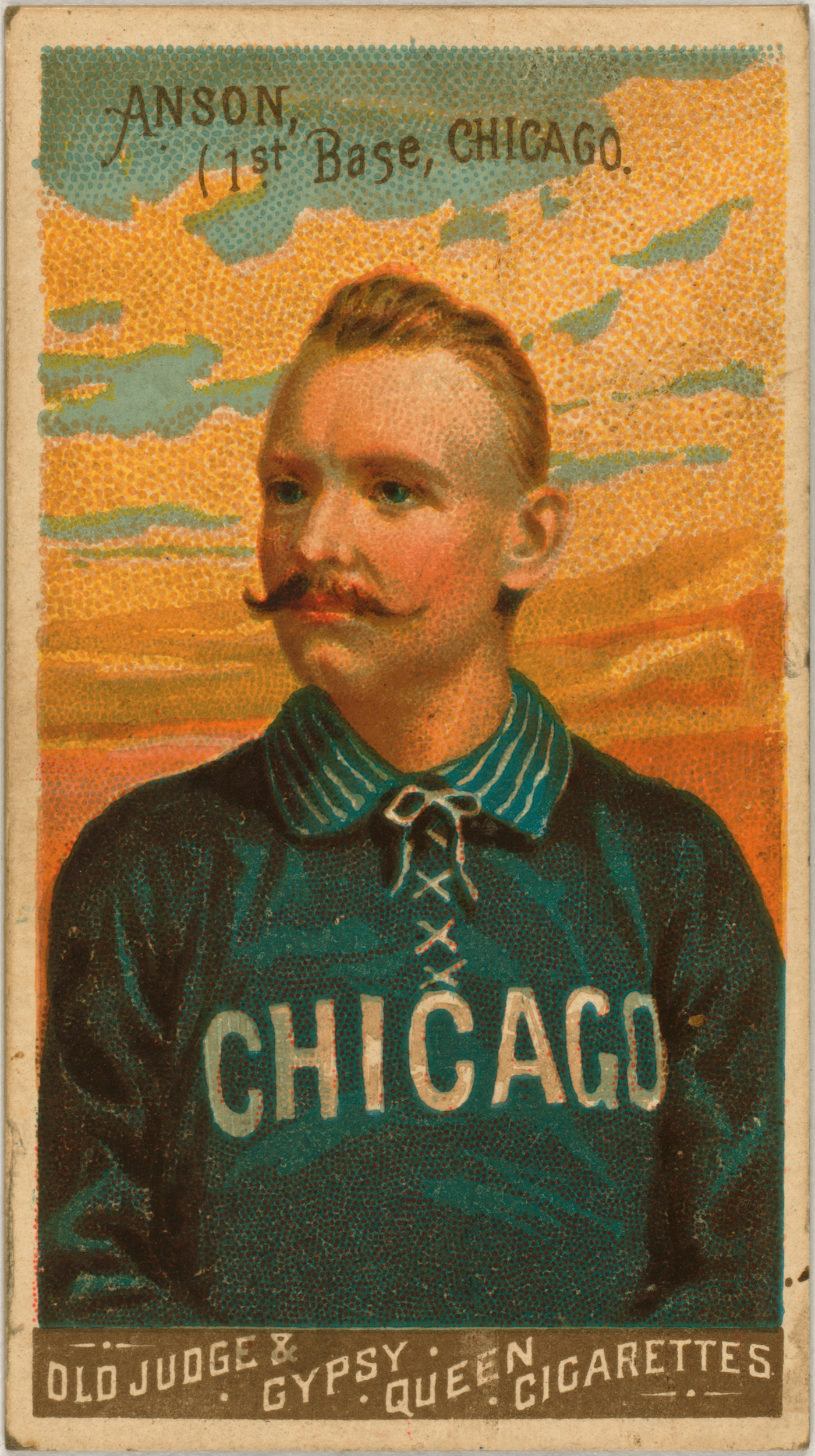
Cap Anson, estrella de los Colts durante más de dos décadas.

La franquicia nació en 1870 con el nombre de Chicago White Stockings y se unió a la Liga Nacional en 1876 como uno de sus equipos fundadores. En sus primeros años de existencia los White Stockings contaron en sus filas con jugadores de la talla del pitcher Albert Spalding y los infielders Ross Barnes, Decon White y Cap Anson, la primera gran estrella del béisbol estadounidense.
Los Chicago White Stockings fueron los primeros campeones de la historia de NL tras ganar 52 partidos y perder 14. Después ganaron los títulos de 1880, 1881 y 1882. Tras ganar la liga en 1885 y en 1886, los White Stockings se enfrentaron al campeón de la American Association, los St. Louis Brown Stockings, en lo que podría ser considerada una primera versión de la Serie Mundial. La serie de 1885 terminó en empate y la de 1886 cayó del lado del equipo de Misuri.
En 1890 el equipo cambió de nombre a Chicago Colts. Bajo esta denominación no ganaron ningún título y su rendimiento sobre el campo decayó paulatinamente. Finalmente, tras un récord de 59-73 en 1897, Cap Anson fue relevado de su cargo como jugador y mánager del equipo. Debido a la ausencia de Anson del club después de veintidós años, la prensa local empezó a referirse a los Colts como los Orphans al quedarse húerfanos de su jugador franquicia.

### 1902-1920: La dinastía de los Cubs
En 1902 Albert Spalding vendió el equipo a Jim Hart. El Chicago Daily News comenzó a llamar al equipo Cubs y la franquicia adoptó ese nombre de manera oficial en 1907. Entre 1906 y 1910, bajo el mando del mánager Frank Chance, los Cubs lograron cuatro banderines de la Liga Nacional.
En su primera participación en la Serie Mundial moderna, la de 1906, los Cubs se enfrentaron a los Chicago White Sox en la que fue la primera eliminatoria final entre dos franquicias de una misma ciudad y, hasta el momento, la única entre los dos equipos de béisbol de Chicago. Los South Siders se llevaron la serie por un global de 4-2. Los Cubbies se redimieron en los dos años posteriores al imponerse en las World Series de 1907 y 1908 a los Detroit Tigers de Ty Cobb. En 1910 los Cubs llegaron a la Serie Mundial, pero fueron derrotados por los Philadelphia Athletics.
A principios de 1916, los Cubs fueron adquiridos por el empresario de la industria de la goma de mascar Bill Wrigley. Ese mismo año el equipo se mudó al Weeghman Park, un estadio situadio en el North Side de Chicago. En 1918 los Cubs se hicieron con los servicios del pícher Grover Cleveland Alexander. Ese año, en una temporada acortada por la participación de los Estados Unidos en la Primera Guerra Mundial, lograron su undécimo banderín de la Liga Nacional. Sin embargo, cayeron en la Serie Mundial ante los Boston Red Sox.

### 1921-1946: Cada tres años y el inicio de la Maldición de Billy Goat
En 1929 los Cubs se proclamaron campeones de la Liga Nacional y se clasificaron para la Serie Mundial once años después, en la que cayeron ante los Philadelphia Athletics. Fue el inicio de una racha en la que, hasta 1938, el equipo obtuvo el banderín de la NL cada tres años. Sin embargo, los Cubs no pudieron ganar el título mundial en ninguna de esas ocasiones. En 1932 fueron derrotados por los New York Yankees; en 1935, por los Detroit Tigers y en 1938, de nuevo por los Yankees. La Serie Mundial de 1932 es recordada por el gesto que hizo Babe Ruth durante el tercer partido de la eliminatoria, que se celebró en Wrigley Field. En la quinta entrada, el jugador de los Yankees señaló hacia la grada central del estadio y justo después bateó un home run en esa dirección. Esa acción pasó a la historia como el «Home run anunciado de Babe Ruth».
Tras unos años en la mitad baja de su liga, los Cubs regresaron a la Serie Mundial en 1945 por una diferencia de solo tres partidos sobre el subcampeón de la NL de ese año, los St. Louis Cardinals. En la Serie Mundial se enfrentaron a su rival de 1935, los Detroit Tigers. En el cuarto partido se produjo un episodio que marcó el rumbo de la franquicia durante más de setenta años. William Sianis, un aficionado de los Cubs propietario de la taverna Billy Goat, acudió al partido acompañado de su mascota, una cabra llamada Murphy. Sianis fue obligado a abandonar Wrigley Field debido a que el olor del animal molestaba a otros espectadores. Mientras se iba, Sianis dijo que los Cubs iban a perder la serie ante los Tigers y que nunca más ganarían una Serie Mundial. El equipo de Míchigan se llevó la serie por 4-3 en el global y los Cubbies no volvieron a disputar (y a ganar) una Serie Mundial hasta 2016. Esta sequía de setenta y un años fue conocida como «La Maldición de Billy Goat».

### 1947-1980: Años difíciles
Durante las dos primeras décadas de la maldición, los Cubs fueron uno de los peores equipos de la Liga Nacional. Entre 1947 y 1966 la franquicia del norte de Chicago solo registró una temporada con más victorias que derrotas (82-80 en 1963).
En 1969 la MLB reestructuró la competición y creó las divisiones. Así, los Chicago Cubs quedaron encuadrados en la División Este de la Liga Nacional junto a New York Mets, Montreal Expos, Philadelphia Phillies, Pittsburgh Pirates y St. Louis Cardinals. Llegados a septiembre de ese año, los Cubs lideraban su división con un registro de 84-52, mientras que los Mets marchaban en segundo lugar con un 77-55. Sin embargo los Cubbies solo fueron capaces de ganar ocho de los últimos veintiséis partidos de la temporada y se quedaron fuera de la primera edición de la Serie de Campeonato de la Liga Nacional (NLCS).
A pesar de que, a principios de la década de 1970, el equipo siguió terminando sus temporadas con balance positivo, no les fue suficiente para alcanzar los Playoffs. A mediados de los setenta volvieron a sumar más derrotas que victorias y se ganaron el apodo de los «Adorables Perdedores». 1977 comenzó bien para los Cubs y antes del parón por el All-Star llevaban un 54-35 de balance y lideraban la NL Este. Pero al igual que en 1969, sufrieron un colapso y terminaron en el cuarto puesto de su división, a veinte partidos de los Phillies.

### 1981-2008: Los años de la Tribune Company
En agosto de 1981 la familia Wrigley vendió los Cubs al conglomerado multimedia Tribune Company. Una de las primeras decisiones de los nuevos propietarios fue contratar a Dallas Green como nuevo mánager general del equipo. Los cambios introducidos por Green dieron sus frutos en 1984. Ese año Ryne Sandberg fue nombrado MVP de la NL y Jim Frey fue elegido mánager del año en su primer año dirigiendo al equipo. Los Cubs fueron el mejor equipo de su división y se clasificaron para postemporada por primera vez desde 1945. La NLCS entrentó a los Cubs con los San Diego Padres y a pesar de que la franquicia de Chicago ganó los dos primeros partidos, el conjunto californiano acabó dándole la vuelta a la eliminatoria ganando los tres juegos siguientes.
Tras tres años fuera de la lucha por los Playoffs, los Cubbies regresaron a la postemporada en 1989. Bajo el mando de Don Zimmer, quien había relevado a Jim Frey como mánager el año anterior, los Cubs se proclamaron campeones de su división con seis partidos de ventaja sobre los New York Mets. En la Serie de Campeonato de la NL se enfrentaron a los San Francisco Giants, quienes se llevaron la eliminatoria en cinco partidos.
En 1994, temporada que no llegó a concluir por la huelga de jugadores, los Cubs fueron movidos a la recién creada División Central de la Liga Nacional y pasaron a compartir división con Cincinnati Reds, Houston Astros, Pittsburgh Pirates y St. Louis Cardinals.
Los Cubs no volvieron a disputar un partido de postemporada hasta 1998. Esa campaña fue recordada por la carrera entre el capitán de los Cubs, Sammy Sosa, y Mark McGwire por superar el récord de Roger Maris de más home runs en una temporada. McGwire estableció el nuevo récord el 8 de septiembre de 1998 precisamente ante los Chicago Cubs en el Busch Stadium de San Luis. La carrera terminó con el jugador de los Cardinals imponiéndose al de los Cubs por 70 HR a 66. Sin embargo, Sosa fue nombrado MVP de la Liga Nacional ya que el equipo de Chicago sí se clasificó para Playoffs, mientras que los Cards finalizaron terceros de su división, fuera de los puestos de acceso a postemporada. En la primera edición de la Serie Divisional de la Liga Nacional (NLDS), los Cubs fueron barridos (3-0) por los Atlanta Braves.
El final del siglo XX y el comienzo del siglo XXI, años dirigidos por Don Baylor como mánager, no fue bueno para los Cubs, ya que navegaron por la parte baja de su división en ese periodo de tiempo. En 2003 Baylor fue despedido y reemplazado por Dusty Baker. Esa temporada los Cubs lograron su primer título de la NL Central y consiguieron ganar una eliminatoria de Playoffs por primera vez desde su victoria en la Serie Mundial de 1908. En la NLCS llegaron a estar 3-1 por delante de los Florida Marlins en el global de la eliminatoria. Sin embargo, el equipo floridano logró remontar y clasificarse para la Serie Mundial. En la octava entrada del sexto partido, con los Cubs mandando 3-0 en el marcador, tuvo lugar un famoso incidente protagonizado por Moisés Alou y un fan de los Cubs, Steve Bartman. Cuando Alou se disponía a atrapar una bola que se dirigía a la grada izquierda de Wrigley Field y que hubiera supuesto el segundo out de los Marlins, Bartman interfirió en la acción e impidió que el left fielder cogiese la pelota. Tras esa controvertida jugada, en la que los Cubs pidieron interferencia de fan que fue denegada por los árbitros, los floridanos anotaron ocho carreras en esa entrada que a la postre les daría la victoria para empatar la eliminatoria. El «Incidente de Steve Bartman» fue encuadrado dentro de «La Maldición de Billy Goat».

### 2009-presente: La era de la familia Ricketts
A finales de 2008 la Tribune Company se declaró en bancarrota y los Chicago Cubs fueron puestos en venta. El empresario Tom Ricketts lideró la puja por adquirir el equipo y en octubre de 2009 la MLB aprobó la venta de los Cubs a la familia Ricketts por 845 millones de dólares. En el plano deportivo, los Cubs lograron un récord ganador (83-78) por tercera temporada consecutiva, pero no consiguieron clasificarse para los Playoffs.
En los primeros años de mandato de la familia Ricketts se llevó a cabo un proceso de reconstrucción en el que los Cubs deambularon por la parte baja de su división. Entre 2010 y 2014 el equipo del norte de Chicago acumuló 346 victorias y 464 derrotas, incluyendo 101 en 2012, la primera campaña de más de cien derrotas desde las 103 de 1966. En este periodo los Cubs tuvieron cuatro mánagers y no pasaron del quinto puesto en la NL Central. Los North Siders comenzaron a revertir la situación en 2015, con el nombramiento de Joe Maddon como nuevo mánager. Se metieron en postemporada con un registro de 97-65 y de deshicieron de los Pittsburgh Pirates y los St. Louis Cardinals en la ronda de invitación y en la NLDS respectivamente. En la NLCS se enfrentaron a los New York Mets, quienes se llevaron la eliminatoria por un contundente 4-0.

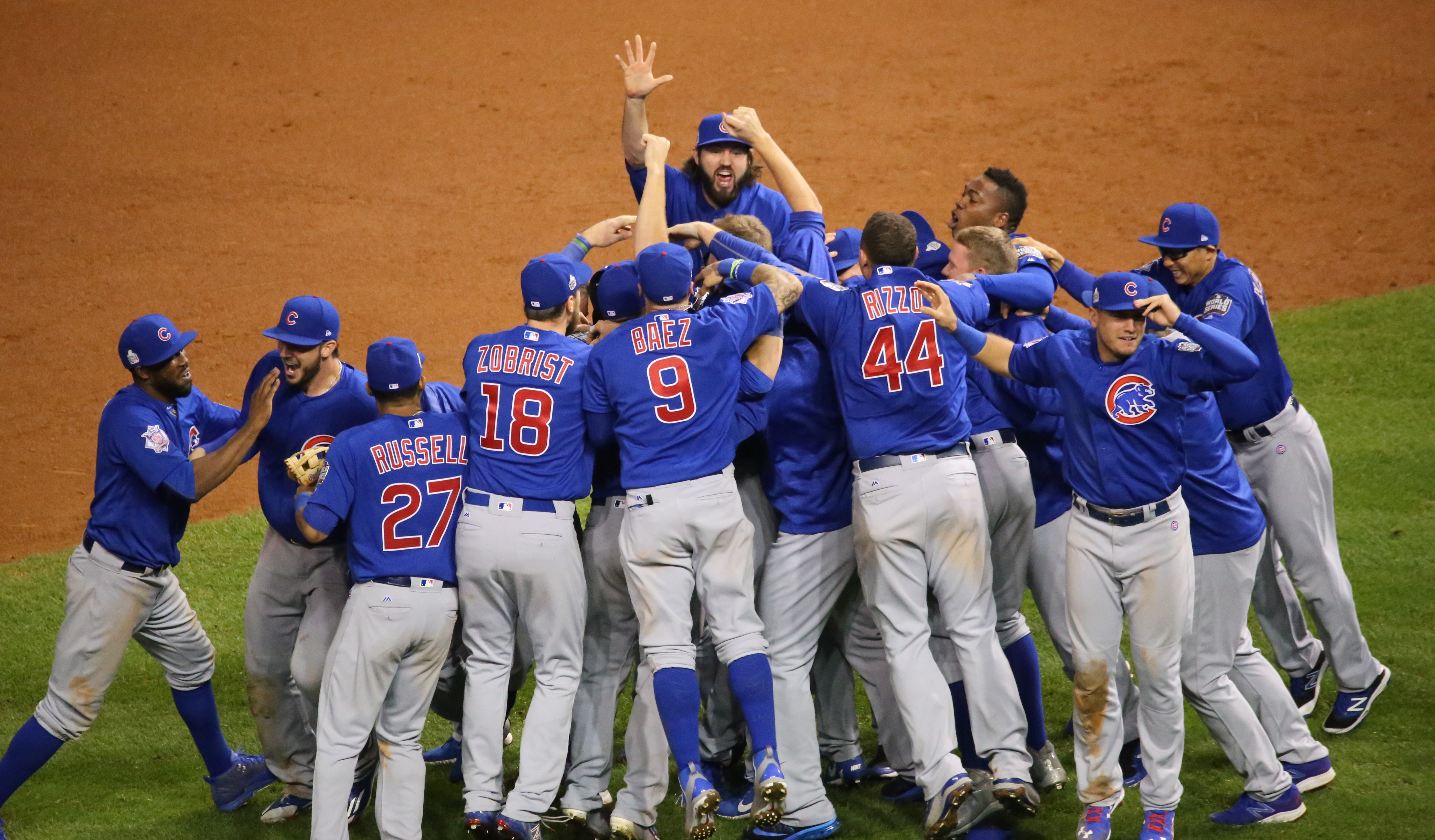
Los Cubs celebran su victoria en la Serie Mundial de 2016.

En 2016 los Cubs fueron el mejor equipo de la NL tras firmar un registro de 103 victorias, 58 derrotas y un empate y Kris Bryant fue nombrado MVP de la Liga Nacional en su segundo año como profesional. En Playoffs eliminaron a los San Francisco Giants en la NLDS y a Los Angeles Dodgers en la NLCS. Los Cubbies lograron así su decimoséptimo banderín de la NL y el primero desde 1945. En la Serie Mundial de 2016 se enfrentaron a los Cleveland Indians. La franquicia de Ohio llegó liderar el global de la eliminatoria por 3-1. Sin embargo, los Cubs ganaron los tres partidos siguientes para darle la vuelta la serie y proclamarse campeones de la Serie Mundial ciento ocho años después.
Al año siguiente el equipo chicagüense volvió a quedar primero en su división, pero no pudieron repetir presencia en la Serie Mundial al ser eliminados a manos de los Dodgers en la Serie de Campeonato. En 2018 los Cubs terminaron con el mismo registro que los Milwaukee Brewers y tuvieron que disputar un partido de desempate para determinar el campeón de la NL Central, que acabó siendo el equipo de Wisconsin. Esa derrota llevó a los Cubs a disputar el partido de Wild Card, en el que fueron derrotados por los Colorado Rockies en un partido que resolvió en trece entradas.
Tras la temporada de 2019, en la que los Cubs no lograron meterse en postemporada, Joe Maddon fue despedido como mánager y sustituido por el exjugador del equipo David Ross.

## Estadio

### Antiguos terrenos de juego
- 23rd Street Grounds (1876-1877)
- Lakefront Park (I) (1878-1882)
- Lakefront Park (II) (1883-1884)
- West Side Park (I) (1885-1891)
- South Side Park (1891-1893)
- West Side Park (II) (1893-1915)

### Wrigley Field

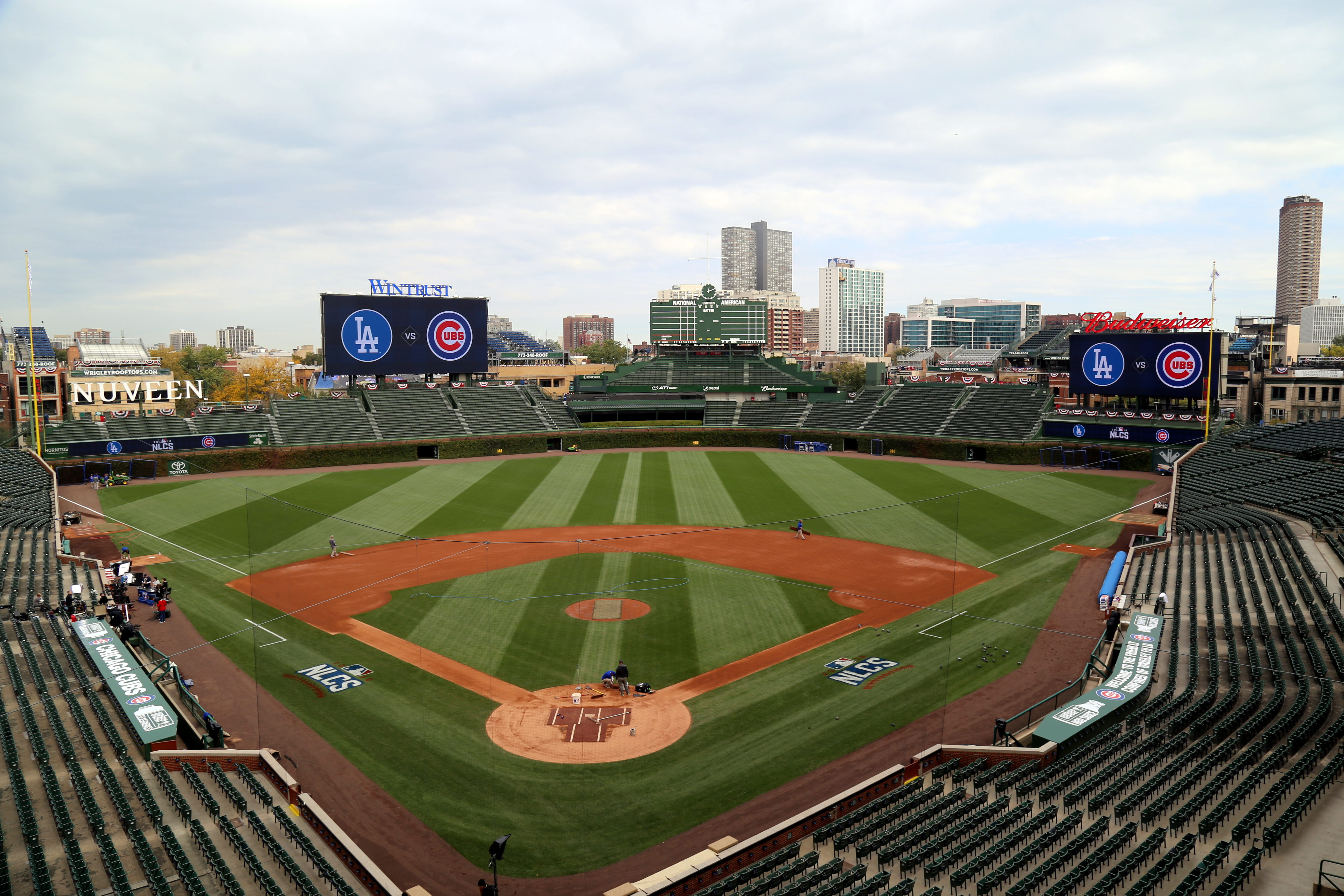
El Wrigley Field, casa de los Cubs desde 1916.

Los Cubs juegan sus partidos como locales en el Wrigley Field. Fue inaugurado el 23 de abril de 1914 con el nombre de Weeghman Park y es el segundo estadio de béisbol más antiguo de los Estados Unidos, solo por detrás del Fenway Park de los Boston Red Sox.
El Wrigley Field cuenta con una capacidad para 41 649 espectadores y los Chicago Cubs no lo usaron como anfitriones hasta 1916. Originalmente fue el estadio de los Chicago Whales de la Liga Federal, pero tras la desaparición de dicha liga, los Cubs se mudaron al recinto ubicado el norte de Chicago. A pesar de ser concebido como un campo de béisbol, ha sido usado para la práctica de otros deportes como el fútbol o el fútbol americano. Los Chicago Bears y los Chicago Cardinals de la National Football League (NFL) compartieron estadio con los Cubs durante décadas.

## Jugadores

### Miembros del Salón de la Fama del Béisbol
| Elegidos en parte por su participación con los Cachorros - Pete Alexander - Cap Anson - Ernie Banks - Mordecai Brown - Frank Chance - John Clarkson - Kiki Cuyler - Johnny Evers - Clark Griffith - Burleigh Grimes - Gabby Hartnett - Billy Herman - Rogers Hornsby - Ferguson Jenkins - King Kelly - Ryne Sandberg - Ron Santo - Al Spalding - Bruce Sutter - Joe Tinker - Billy Williams - Hack Wilson |  | Otros también asociados con los Cachorros - Richie Ashburn - Lou Boudreau - Roger Bresnahan - Lou Brock - André Dawson - Dizzy Dean - Hugh Duffy - Dennis Eckersley - Jimmie Foxx - Monte Irvin - George Kelly - Ralph Kiner - Chuck Klein - Tony Lazzeri - Freddie Lindstrom - Greg Maddux - Rabbit Maranville - Robin Roberts - Rube Waddell - Hoyt Wilhelm |

### Números retirados

Ron Santo (3B). Retirado el 28 de septiembre de 2003.
Ernie Banks (SS, 1B). Retirado el 22 de agosto de 1982.
Ryne Sandberg (2B). Retirado el 28 de agosto de 2005.
Billy Williams (OF). Retirado el 13 de agosto de 1987.
Ferguson Jenkins (P). Retirado el 3 de mayo de 2009.
Greg Maddux (P). Retirado el 3 de mayo de 2009.
Jackie Robinson (2B). Retirado en toda la MLB el 15 de abril de 1997.

### Capitanes
- Cap Anson 1879-1897
- Ron Santo 1969-1973
- Larry Bowa 1982-1985
- Sammy Sosa 2000-2004
- Kevin Taopani 2000-2001
- Mark Grace 2000
- Rick Aguilera 2000
- Joe Girardi 2001-2002

## Afiliaciones
| Equipos afiliados a los Chicago Cubs |                       |                         |                                |
| Nivel                                | Equipo                | Liga                    | Localización                   |
| Triple-A                             | Iowa Cubs             | Pacific Coast League    | Des Moines, Iowa               |
| Double-A                             | Tennessee Smokies     | Southern League         | Sevierville, Tennessee         |
| Class A-Advanced                     | Myrtle Beach Pelicans | Carolina League         | Myrtle Beach, Carolina del Sur |
| Class A                              | South Bend Cubs       | Midwest League          | South Bend, Indiana            |
| Class A Short Season                 | Eugene Emeralds       | Northwest League        | Eugene, Oregón                 |
| Rookie                               | AZL Cubs Blue         | Arizona League          | Mesa, Arizona                  |
| Rookie                               | AZL Cubs Red          | Arizona League          | Mesa, Arizona                  |
| Rookie                               | DSL Cubs Blue         | Dominican Summer League | Boca Chica, Santo Domingo      |
| Rookie                               | DSL Cubs Red          | Dominican Summer League | Boca Chica, Santo Domingo      |

## Títulos obtenidos
- Serie Mundial (3): 1907, 1908 y 2016.
- Subcampeón Serie Mundial (8): 1906, 1910, 1918, 1929, 1932, 1935, 1938, 1945.
- Banderines de la Liga Nacional (17): 1876, 1880, 1881, 1882, 1885, 1886, 1906, 1907, 1908, 1910, 1918, 1929, 1932, 1935, 1938, 1945 y 2016.
- División Central de la Liga Nacional (6): 2003, 2007, 2008, 2016. 2017, 2020
- División Este de la Liga Nacional (2): 1984, 1989

- World's Championship Series (1): 1885.
- Championship of the National Association of Base Ball Players (1): 1870.